# Myśliwy ładujący broń

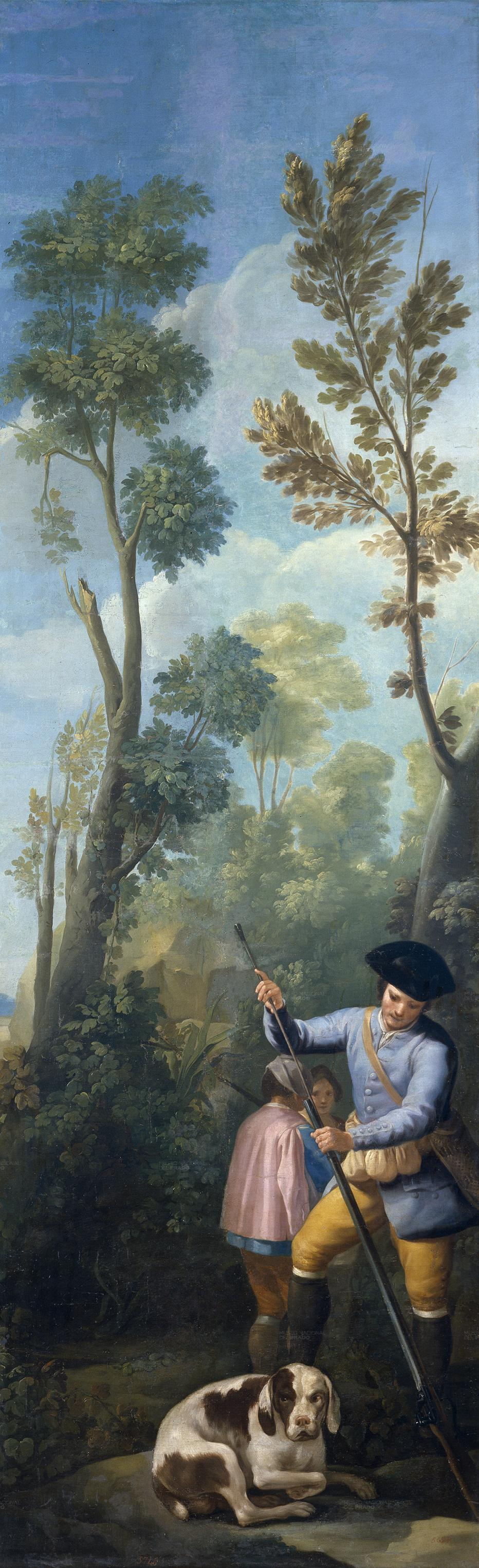
Obraz przed restauracją z 2014, połączony z kartonem Matíasa Télleza.

Myśliwy ładujący broń (hiszp. Cazador cargando su escopeta) – obraz hiszpańskiego malarza Francisca Goi. 

## Seriakartonów do tapiserii
Dzieło należy do serii kartonów do tapiserii – olejnych obrazów o znacznych rozmiarach, przygotowywanych jako wzór dla warsztatów tkackich Królewskiej Manufaktury Tapiserii Santa Bárbara w Madrycie. Była to pierwsza seria, którą Goya wykonał dla Karola IV (wtedy jeszcze infanta, księcia Asturii) z przeznaczeniem do jadalni pałacu-klasztoru Escorial. Seria została ukończona w 1775 roku, a jej tematem były łowy i wędkarstwo – ulubione rozrywki przyszłego monarchy i jego ojca Karola III. Oprócz Myśliwego ładującego broń w jej skład wchodziły dzieła: Psy na smyczy, Polowanie na przepiórki, Polowanie na dzika, Myśliwy z psami, Polowanie z wabikiem, Wędkarz, Muchachos cazando con un mochuelo i Caza muerta. Wykonanie tej serii kartonów, która została dobrze przyjęta przez książęcą parę, otworzyło Goi drogę do kariery na dworze.

## Analiza
W pierwszym roku pracy jako malarz kartonów do tapiserii Goya pracował pod kierunkiem swojego szwagra Francisco Bayeu. Bayeu, doświadczony artysta o niekwestionowanej pozycji na dworze, wykonywał szkice kartonów, nad którymi później pracował Goya. Jego pierwsze projekty są utrzymane w stylu nadwornych projektantów gobelinów, przypominają zwłaszcza prace José del Castillo i Ramona Bayeu, brata Francisca. Dopiero po ukończeniu tej serii i pozytywnej opinii królewskiej rodziny, Goya otrzymał pozwolenie na wykonywanie kartonów według własnych projektów.
Obraz przedstawia myśliwego ładującego strzelbę. U jego stóp leży pies gończy, a w oddali widać rozmawiającą parę, która także bierze udział w polowaniu. Podobnie jak na kartonie Myśliwy z psami zwrócone ku górze smukłe gałęzie drzew są elementem wspomagającym pionową kompozycję obrazu.
W późniejszych projektach Goya znacznie poprawił styl, koloryt i kompozycję, osiągając pod tym względem mistrzostwo w dziele Parasolka.

## Restauracja
W 1933 karton autorstwa Goi został połączony z podobnym kartonem Matíasa Télleza w celu uzyskania szerszej kompozycji. Adaptację obrazów zlecił wicedyrektor muzeum Francisco Javier Sánchez Cantón, a wykonał konserwator Jerónimo Seisdedos. Obraz został przekazany z Muzeum Prado Ministerstwu Edukacji do dekoracji reprezentacyjnego salonu przyjęć. Karton Télleza był wtedy błędnie przypisywany José del Castillo, a obraz Goi uważano za dzieło Ramóna Bayeu. Aby połączyć oba obrazy przycięto prawy brzeg dzieła Télleza ok. 4–6 cm, a w kartonie Goi przesunięto psa w lewo. W połączonej wersji można zauważyć pionową linię biegnącą przez środek obrazu, która wskazuje miejsce interwencji. Obrazy zostały rozdzielone w 2014 roku, w wyniku restauracji odtworzono także oryginalną kompozycję Goi przesuwając psa na pierwotne miejsce.